# Пайн-Прері (Луїзіана)
Пайн-Прері (англ. Pine Prairie) — селище (англ. village) в США, в окрузі Еванджелін штату Луїзіана. Населення — 1490 осіб (2020).

## Географія
Пайн-Прері розташований за координатами 30°46′55″ пн. ш. 92°25′19″ зх. д. / 30.78194° пн. ш. 92.42194° зх. д. (30.782025, -92.421989).  За даними Бюро перепису населення США в 2010 році селище мало площу 4,20 км², з яких 4,18 км² — суходіл та 0,03 км² — водойми.

## Демографія
Згідно з переписом 2010 року, у селищі мешкало 1610 осіб у 347 домогосподарствах у складі 248 родин. Густота населення становила 383 особи/км².  Було 392 помешкання (93/км²).
Расовий склад населення:
| - 69,5 % — білих - 29,2 % — чорних або афроамериканців - 0,2 % — корінних американців - 0,1 % — азіатів |

До двох чи більше рас належало 0,8 %. Частка іспаномовних становила 0,9 % від усіх жителів.
За віковим діапазоном населення розподілялося таким чином: 18,3 % — особи молодші 18 років, 69,8 % — особи у віці 18—64 років, 11,9 % — особи у віці 65 років та старші. Медіана віку мешканця становила 29,9 року. На 100 осіб жіночої статі у селищі припадало 202,1 чоловіків;  на 100 жінок у віці від 18 років та старших — 227,9 чоловіків також старших 18 років.
Середній дохід на одне домашнє господарство  становив 47 943 долари США (медіана — 30 893), а середній дохід на одну сім'ю — 57 929 доларів (медіана — 47 625). Медіана доходів становила 55 625 доларів для чоловіків та 25 577 доларів для жінок. За межею бідності перебувало 27,2 % осіб, у тому числі 36,2 % дітей у віці до 18 років та 9,7 % осіб у віці 65 років та старших.
Цивільне працевлаштоване населення становило 310 осіб. Основні галузі зайнятості: освіта, охорона здоров'я та соціальна допомога — 34,8 %, сільське господарство, лісництво, риболовля — 20,6 %, публічна адміністрація — 10,0 %, роздрібна торгівля — 9,0 %.